# US 아벨리노 1912
우니오네 스포르티바 아벨리노 1912(이탈리아어: Unione Sportiva Avellino 1912 S.r.l)는 이탈리아의 축구 클럽으로 캄파니아주 아벨리노를 연고지로 한다. 과거 US 아벨리노(Unione Sportiva Avellino) 또는 아벨리노 칼초 12 SSD(Avellino Calcio 12 S.S.D.)라는 이름으로 불리기도 한 클럽이기도 하다.
1912년 US 아벨리노(Unione Sportiva Avellino)라는 이름으로 창단된 이래 하위 리그에서 계속 활약했지만 1973년 5월 27일 US 레체를 누르고 세리에 B로 승격 되었으며 5년 후인 1978년 6월 11일에는 UC 삼프도리아를 누르고 클럽 역사상 처음으로 세리에 A로 승격 되었다. 그 후 세리에 A에서 10시즌 동안 활약했지만 1988년 세리에 B로 강등된 이후부터는 세리에 B로 승격 되었다가 세리에 C1로 강등되는 상황이 몇 차례 반복 되었고 세리에 D로 강등 되기도 했다.

## 선수 명단

### 현역
참고: FIFA 자격 규정에 따라 소속된 국가대표팀 국기를 표시합니다. 선수는 복수의 FIFA 비회원국 국적을 가지고 있을 수 있습니다.
| 번호 | 포지션 | 국적 | 이름            |
| ---- | ------ | ---- | --------------- |
| 20   | MF     |      | 마르틴 팔룸보   |
| 32   | MF     |      | 파쿤도 레스카노 |
| 35   | FW     |      | 얀 주베렉       |

| 번호 | 포지션 | 국적 | 이름        |
| ---- | ------ | ---- | ----------- |
| 55   | MF     |      | 노아 무탄다 |

## 역대 감독
| 감독                  | 임기        |
| --------------------- | ----------- |
| 토미슬라브 이비치     | 1985 ~ 1986 |
| 프란체스코 그라치아니 | 1991 ~ 1992 |
| 즈데네크 제만         | 2003 ~ 2004 |

## 역대 성적
- 세리에 C1
  - 우승: 2002–03, 2012–13
  - 준우승: 1994–95, 2004–05, 2006–07
- 코파 이탈리아 세리에 C
  - 준우승: 1972–73
- 수페르코파 디 레가 디 프리마 디비시오네
  - 우승: 2013